# Rolex Sports Car Series 2012
Die Rolex Sports Car Series 2012 begann mit dem 24-Stunden-Rennen von Daytona am 28./29. Januar 2012 und endete am 29. September 2012 im Lime Rock Park.

## Ergebnisse

### Rennkalender
Gesamtsieger sind fett hervorgehoben.
| Nr. | Datum          | Rennname / Rennstrecke                                                     | Klasse | Team                     | Sieger                                                  | Fahrzeug              |
| --- | -------------- | -------------------------------------------------------------------------- | ------ | ------------------------ | ------------------------------------------------------- | --------------------- |
| 1   | 28.–29. Januar | 24-Stunden-Rennen von Daytona Daytona International Speedway               | DP     | Michael Shank Racing     | A. J. Allmendinger Oswaldo Negri John Pew Justin Wilson | Riley Mk XXVI         |
| 1   | 28.–29. Januar | 24-Stunden-Rennen von Daytona Daytona International Speedway               | GT     | Magnus Racing            | Andy Lally Richard Lietz John Potter René Rast          | Porsche 997 GT3 Cup   |
|     |                |                                                                            |        |                          |                                                         |                       |
| 2   | 31. März       | 2,75-Stunden-Rennen von Barber Barber Motorsports Park                     | DP     | Spirit of Daytona Racing | Richard Westbrook Antonio García                        | Corvette DP           |
| 2   | 31. März       | 2,75-Stunden-Rennen von Barber Barber Motorsports Park                     | GT     | Speedsource              | Jonathan Bomarito Sylvain Tremblay                      | Mazda RX-8            |
|     |                |                                                                            |        |                          |                                                         |                       |
| 3   | 29. April      | Großer Preis von Miami Homestead-Miami Speedway                            | DP     | Wayne Taylor Racing      | Max Angelelli Ricky Taylor                              | Corvette DP           |
| 3   | 29. April      | Großer Preis von Miami Homestead-Miami Speedway                            | GT     | AIM Autosport            | Emil Assentato Jeff Segal                               | Ferrari 458           |
|     |                |                                                                            |        |                          |                                                         |                       |
| 4   | 13. Mai        | 2,75-Stunden-Rennen von New Jersey New Jersey Motorsports Park             | DP     | Wayne Taylor Racing      | Max Angelelli Ricky Taylor                              | Corvette DP           |
| 4   | 13. Mai        | 2,75-Stunden-Rennen von New Jersey New Jersey Motorsports Park             | GT     | AIM Autosport            | Emil Assentato Jeff Segal                               | Ferrari 458           |
|     |                |                                                                            |        |                          |                                                         |                       |
| 5   | 2. Juni        | 2-Stunden-Rennen von Detroit Raceway at Belle Isle                         | DP     | Action Express Racing    | João Barbosa Darren Law                                 | Corvette DP           |
| 5   | 2. Juni        | 2-Stunden-Rennen von Detroit Raceway at Belle Isle                         | GT     | Autohaus Motorsports     | Paul Edwards Jordan Taylor                              | Chevrolet Camaro GT.R |
|     |                |                                                                            |        |                          |                                                         |                       |
| 6   | 9. Juni        | 2,75-Stunden-Rennen von Mid-Ohio Mid-Ohio Sports Car Course                | DP     | Spirit of Daytona Racing | Richard Westbrook Michael Valiante                      | Corvette DP           |
| 6   | 9. Juni        | 2,75-Stunden-Rennen von Mid-Ohio Mid-Ohio Sports Car Course                | GT     | Turner Motorsport        | Bill Auberlen Paul Dalla Lana                           | BMW M3                |
|     |                |                                                                            |        |                          |                                                         |                       |
| 7   | 23. Juni       | 2-Stunden-Rennen von Road America Road America                             | DP     | Chip Ganassi Racing      | Scott Pruett Memo Rojas                                 | Riley Mk XXVI         |
| 7   | 23. Juni       | 2-Stunden-Rennen von Road America Road America                             | GT     | AIM Autosport            | Emil Assentato Jeff Segal                               | Ferrari 458           |
|     |                |                                                                            |        |                          |                                                         |                       |
| 8   | 1. Juli        | 6-Stunden-Rennen von Watkins Glen Watkins Glen International               | DP     | Action Express Racing    | João Barbosa Darren Law                                 | Corvette DP           |
| 8   | 1. Juli        | 6-Stunden-Rennen von Watkins Glen Watkins Glen International               | GT     | Stevenson Motorsports    | John Edwards Robin Liddell                              | Chevrolet Camaro GT.R |
|     |                |                                                                            |        |                          |                                                         |                       |
| 9   | 27. Juli       | 3-Stunden-Rennen von Indianapolis Indianapolis Motor Speedway              | DP     | Starworks Motorsport     | Sebastien Bourdais Alex Popow                           | Corvette DP           |
| 9   | 27. Juli       | 3-Stunden-Rennen von Indianapolis Indianapolis Motor Speedway              | GT     | Magnus Racing            | Andy Lally John Potter                                  | Porsche 997 GT3 Cup   |
|     |                |                                                                            |        |                          |                                                         |                       |
| 10  | 11. August     | 2-Stunden-Rennen von Watkins Glen Watkins Glen International (kurzer Kurs) | DP     | Starworks Motorsport     | Ryan Dalziel Lucas Luhr                                 | Corvette DP           |
| 10  | 11. August     | 2-Stunden-Rennen von Watkins Glen Watkins Glen International (kurzer Kurs) | GT     | Turner Motorsport        | Bill Auberlen Paul Dalla Lana Billy Johnson             | BMW M3                |
|     |                |                                                                            |        |                          |                                                         |                       |
| 11  | 18. August     | 2-Stunden-Rennen von Montreal Circuit Gilles Villeneuve                    | DP     | Chip Ganassi Racing      | Scott Pruett Memo Rojas                                 | Riley Mk XXVI         |
| 11  | 18. August     | 2-Stunden-Rennen von Montreal Circuit Gilles Villeneuve                    | GT     | Stevenson Motorsports    | John Edwards Robin Liddell                              | Chevrolet Camaro GT.R |
|     |                |                                                                            |        |                          |                                                         |                       |
| 12  | 9. September   | 2,75-Stunden-Rennen von Laguna Seca Laguna Seca Raceway                    | DP     | Spirit of Daytona Racing | Richard Westbrook Antonio Garcia                        | Corvette DP           |
| 12  | 9. September   | 2,75-Stunden-Rennen von Laguna Seca Laguna Seca Raceway                    | GT     | Team Sahlen              | Dane Cameron Wayne Nonnamaker                           | Mazda RX-8            |
|     |                |                                                                            |        |                          |                                                         |                       |
| 13  | 29. September  | 2,75-Stunden-Rennen von Lime Rock Lime Rock Park                           | DP     | Wayne Taylor Racing      | Max Angelelli Ricky Taylor                              | Corvette DP           |
| 13  | 29. September  | 2,75-Stunden-Rennen von Lime Rock Lime Rock Park                           | GT     | Stevenson Motorsports    | John Edwards Robin Liddell                              | Chevrolet Camaro GT.R |

### Gesamtsieger
| Klasse             | Fahrer                    | Team                | Hersteller         | Hersteller |
| Klasse             | Fahrer                    | Team                | Chassis            | Motor      |
| ------------------ | ------------------------- | ------------------- | ------------------ | ---------- |
| Daytona Prototypes | Scott Pruett Memo Rojas   | Chip Ganassi Racing | Riley Technologies | Chevrolet  |
| Grand Touring      | Jeff Segal Emil Assentato | AIM Autosport       | Ferrari            | Ferrari    |